# Schepetowka (Kaliningrad)
Schepetowka (russisch Шепетовка, deutsch Schillkojen, 1938 bis 1945 Auerfließ, auch deutsch Ostwalde, litauisch Šilkojai) ist ein Ort in der russischen Oblast Kaliningrad. Er gehört zur kommunalen Selbstverwaltungseinheit Stadtkreis Neman im Rajon Neman.

## Geographische Lage
Schepetowka liegt 15 Kilometer südwestlich der Stadt Sowetsk (Tilsit) an der russischen Fernstraße A 216 (einstige deutsche Reichsstraße 138, heute auch Europastraße 77). Eine Bahnanbindung besteht nicht.

## Geschichte

### Schillkojen
Das ehemals Schillkojen genannte Dorf bestand vor 1945 aus verstreut liegenden kleinen Höfen und Gehöften. Zugehörig war eine Försterei. Im Jahre 1874 wurde das Dorf in den neu errichteten Amtsbezirk Kellmienen (ab 1939 „Amtsbezirk Kellen (Ostpr.)“, der Ort heißt heute russisch: Obrutschewo) eingegliedert. Dieser gehörte bis 1922 zum Kreis Niederung, danach bis 1945 zum Landkreis Tilsit-Ragnit im Regierungsbezirk Gumbinnen der preußischen Provinz Ostpreußen.
In Schillkojen waren im Jahre 1910 292 Einwohner registriert. Im Jahre 1933 waren es 276 und 1939 – der Ort hieß seit 1938 „Auerfließ“ – noch 289
Im Jahre 1945 kam das Dorf in Kriegsfolge mit dem gesamten nördlichen Ostpreußen zur Sowjetunion.

### Dummen/Dummern/Ostwalde
Das zunächst Dummen genannte Dorf bestand aus verstreut liegenden kleinen Höfen und Gehöften. Nach 1785 wurde es in die beiden selbständigen Orte Groß Dummen und Klein Dummen aufgeteilt. Wie das Nachbardorf Schillkojen gehörten die beiden Orte ab 1874 zum Amtsbezirk Kellmienen. Im Jahr 1910 waren in Groß Dummen 291 Einwohner und in Klein Dummen 256 Einwohner registriert. Nach 1912 wurden Groß bzw. Klein Dummen in Groß bzw. Klein Dummern umbenannt. Im Jahr 1928 erfolgte dann die Umbenennung in Groß bzw. Klein Ostwalde. 
Im Jahr 1933 waren in Groß Ostwalde 245 und in Klein Ostwalde 181 Einwohner registriert. Im Jahr 1939 erfolgte die Wiedervereinigung zum Ort Ostwalde. In diesem Jahr wurden dort 375 Einwohner registriert.
Im Jahre 1945 kam das Dorf in Kriegsfolge mit dem gesamten nördlichen Ostpreußen zur Sowjetunion.

### Schepetowka
Sowohl Schillkojen als auch Ostwalde wurden nach 1945 in Schepetowka umbenannt: Schillkojen im Jahr 1947 und Ostwalde im Jahr 1950. Dabei wurde das ehemalige Schillkojen gleichzeitig in den Dorfsowjet Kanaschski selski Sowet im Rajon Sowetsk eingeordnet, während das ehemalige Ostwalde in den Gastellowski selski Sowet im Rajon Slawsk eingegliedert wurde. Spätestens 1975 war Schepetowka ein einheitlicher Ort im Nowokolchosnenski selski Sowet im Rajon Neman.  Von 2008 bis 2016 gehörte der Ort zur Landgemeinde Schilinskoje selskoje posselenije und seither zum Stadtkreis Neman.

## Kirche
Der überwiegende Teil der Bevölkerung von Schillkojen resp. Auerfließ war vor 1945 evangelischer Konfession. Folglich war das Dorf in das Kirchspiel der Kirche Jurgaitschen (der Ort hieß zwischen 1938 und 1946: Königskirch, heute russisch: Kanasch) in der Diözese Tilsit im Kirchenkreis Tilsit-Ragnit innerhalb der Kirchenprovinz Ostpreußen der Kirche der Altpreußischen Union eingepfarrt. Monatlich fanden in dem 1930 errichteten Schulgebäude in Schillkojen Gottesdienste statt. Heute liegt Schepetowka im Einzugsbereich der evangelisch-lutherischen Gemeinde in Slawsk (Heinrichswalde), die zur Propstei Kaliningrad (Königsberg) der Evangelisch-lutherischen Kirche Europäisches Russland gehört.

## Schule in Schillkojen
Im Jahre 1910 erhielt Schillkojen eine einklassige Volksschule. Zum Schulbereich gehörte auch Groß Wingsnupönen (1938 bis 1946: Großwingen, heute russisch: Obrutschewo). Vor 1910 besuchten die Schillkojener Kinder die Schule in Papuschienen (1938 bis 1946: Paschen, heute nicht mehr existent). Da es zunächst noch kein Schulgebäude in Schillkojen gab, wurde der Raum in einer Privatwohnung genutzt. Im Jahre 1930 wurde dann eine neue Schule im Wald zwischen Schillkojen und Groß Wingsnupönen bezogen. Das Gebäude umfasste zwei Klassenräume, in denen dann auch zwei Lehrer die Kinder unterrichteten.